# Денис О’Хер
Денис Патрик Шејмус О'Хер (енгл. Denis Patrick Seamus O'Hare; Канзас Сити, 17. јануар 1962) је амерички глумац, певач и аутор познат по својим награђиваним извођењима у представама Изведи ме и Слатка Черити, као и по улози краља вампира Расела Еџингтона у HBO фантастичној серији Права крв. Такође је познат по својим улогама у филмовима Рат Чарлија Вилсона, Милк, Замена и Пословни клуб Далас. Године 2011, глумио је Лери Харвија у првој сезони FX антологијској серији Америчка хорор прича, за коју је 2012. године номинован за награду Еми за најбољу споредну мушку улогу у мини-серији или ТВ филму. Поново се појавио у серији 2013. године, као Спалдинг у серији Америчка хорор прича: Вештичије коло и још једном као као Стенли у серији Америчка хорор прича: Циркус наказа, за коју је касније освојио номиназију на додели награда Еми за ударне термине. За своју улогу Лиз Тејлора у серији Америчка хорор прича: Хотел, добио је критичко одобрење.